# Kichenside Glacier
Kichenside Glacier är en glaciär i Antarktis. Den ligger i Östantarktis. Australien gör anspråk på området. Kichenside Glacier ligger 234 meter över havet.
Terrängen runt Kichenside Glacier är lite bergig. Trakten är obefolkad. Det finns inga samhällen i närheten.